# Giovanni Ventura
Giovanni Ventura (Piombino Dese, 2 novembre 1944 - Buenos Aires, 2 août 2010) était un éditeur italien, membre du mouvement néo-fasciste Ordine Nuovo.

## Biographie
Diplômé en philosophie, militant de l'Azione Cattolica, puis dans le Mouvement social italien, dont il est sorti en 1966 « parce que c'était trop mou ».
Il ouvre la librairie Ezzelino à Padoue et devient un petit éditeur rejoignant Franco Freda. Il publie le magazine cyclostylé Reaczione, sur un ton racialiste, mais aussi des textes d'inspiration marxiste.
Ventura est définitivement condamné pour association subversive en relation avec les attentats du printemps-été 1969: les deux bombes à Milan du 25 avril 1969 et les bombes sur des trains du 9 août 1969: 8 bombes rudimentaires de faible puissance explosent sur 8 trains en mouvement différents endroits en Italie, causant 12 blessés; une bombe non explosée se trouve dans le train Bari-Venise et une autre à la gare centrale de Milan dans le train Trieste-Paris.
En 1973, après son arrestation, Ventura a reconnu avoir participé aux 21 attentats de 1969, refutant uniquement l'attentat de la Piazza Fontana. Les PM de Milan ont découvert que Ventura faisait référence à Guido Giannettini (it), un agent de la SID qui s'était enfui à l'étranger. Après une semaine, la cassation déplace le procès à Catanzaro, car « à Milan, il n'y a pas d'atmosphère paisible pour le juger ».

### Attentat de la Piazza Fontana
Il a été établi que Mariano Rumor, après les attentats du 12 décembre 1969 qui, selon le président du Conseil des ministres de la République italienne, auraient dû être purement démonstratifs, aurait déclaré l'état de siège, ouvrant la voie à un gouvernement militaire de droite, comme c'était arrivé en Grèce avec la dictature des colonels. Au lieu de cela, les 16 morts de la Piazza Fontana avaient ébranlé l'opinion publique, les parties étaient prêtes à la guerre civile et Mariano Rumor n'a pas déclaré l'état de siège, contrecarrant ainsi tout le travail terroriste de la CEI, le Bureau des affaires confidentielles , directeur Elvio Catenacci, de la CIA qui a financé le CIS, de Aginter Press à travers Guido Giannettini, Stefano delle Chiaie d’Avanguardia Nazionale et Franco Freda et Giovanni Ventura d’Ordine Nuovo.
Impliqué dans l'affaire judiciaire concernant l' attentat de la piazza Fontana, Giovanni Ventura est finalement acquitté en appel pour incomplet dans les preuves. En juin 2005, à l'issue du dernier procès sur la Piazza Fontana, rouverte dans les années 1990 à Milan pour retrouver les complices de Freda et de Ventura, la Cour de cassation confirma la responsabilité de Freda et Ventura dans le massacre. Selon la Cour, le massacre du 12 décembre 1969 a été organisé par un groupe subversif installé à Padoue et commandé par Franco Freda et Giovanni Ventura . Le jugement n'a valeur que de condamnation morale et historique, les deux accusés ayant déjà été acquittés de manière irrévocable par la cour d'appel d'assises de Bari, qui ne les a condamnés que pour les attentats à la bombe sur les trains.

## Sentence
Dans les années quatre-vingt-dix, l'enquête du juge Guido Salvini recueillit les déclarations de Martino Siciliano et de Carlo Digilio, anciens néo-fascistes d'Ordine Nuovo, qui confessèrent leur rôle dans la préparation de l'attaque, réaffirmant les responsabilités de Freda et de Ventura. Toutefois, l’ordonnance de la Cour a conclu qu’il ne fallait pas poursuivre Giovanni Ventura, les crimes étant éteints en raison du délai imparti.
Ordine Nuovo est la structure principalement responsable, en termes d’exécution matérielle, des attaques perpétrées le 12 décembre 1969 sur la Piazza Fontana et de celles qui les ont précédées et ont continué à fonctionner par la suite.

### Incarcération et fin de vie
Il a purgé onze ans de prison entre l’Italie et l’Argentine. Il a passé les dernières années de sa vie à Buenos Aires, où il a dirigé le restaurant Filo. Il est décédé à l'âge de 65 ans, le matin du 2 août 2010, après une longue maladie, une forme de dystrophie musculaire progressive.

## Source de traduction
- (it) Cet article est partiellement ou en totalité issu de l’article de Wikipédia en italien intitulé « Giovanni Ventura » (voir la liste des auteurs).